# Living to Love You
Living to Love You (englisch für ‚Leben, um dich zu lieben‘) ist ein Pop-Lied der deutschen Popsängerin Sarah Connor aus dem Jahr 2004. Es wurde von Rob Tyger und Kay Denar geschrieben und produziert. Es erschien am 8. November 2004 als Leadsingle von Connors im März 2005 veröffentlichten vierten Studioalbum Naughty but Nice. Es handelt sich nach From Sarah with Love, Music Is the Key und Just One Last Dance um den vierten Nummer-eins-Hit der Interpretin.
Das Lied enthält einen Sample von Céline Dions 1997 erschienenem Lied My Heart Will Go On.

## Titelliste der Single
Maxi-Single
1. Living to Love You (Single Version)
2. Living to Love You (78BPM Mix)
3. Living to Love You (College Radio Version)
4. Change

## Rezeption

### Charts und Chartplatzierungen
Living to Love You erreichte in Deutschland die Chartspitze der Singlecharts und platzierte sich zwei Wochen an ebendieser sowie neun Wochen in den Top 10 und 19 Wochen in den Top 100. Darüber hinaus platzierte sich das Lied ebenfalls für eine Woche an der Chartspitze der deutschen Airplaycharts. In Österreich erreichte Living to Love You Rang zwei und musste sich lediglich Call on Me von Eric Prydz sowie Dying Words von Nu Pagadi geschlagen geben. Die Single platzierte sich neun Wochen in den Top 10 und 20 Wochen in den Charts. In der Schweizer Hitparade erreichte die Single ebenfalls die Chartspitze und platzierte sich eine Woche an ebendieser, 13 Wochen in den Top 10 und 25 Wochen in den Charts.
2004 platzierte sich Living to Love You auf Rang 39 der deutschen Single-Jahrescharts sowie auf Rang 49 in Österreich und Rang 58 in der Schweiz. 2005 platzierte sich die Single auf Rang 35 der deutschen Single-Jahrescharts sowie auf Rang 54 in Österreich und Rang 17 in der Schweiz. Living to Love You wurde zum elften Charthit für Connor in Deutschland sowie zum jeweils zehnten in Österreich und der Schweiz. Es ist ihr siebter Top-10-Erfolg in Deutschland, der sechste in Österreich und der fünfte in der Schweiz. In Deutschland erreichte Connor zum vierten Mal die Chartspitze, in der Schweiz nach From Sarah with Love zum zweiten Mal.
| ChartsChartplatzierungen | Höchstplatzierung | Wochen |
| ------------------------ | ----------------- | ------ |
| Deutschland (GfK)        | 1 (19 Wo.)        | 19     |
| Österreich (Ö3)          | 2 (20 Wo.)        | 20     |
| Schweiz (IFPI)           | 1 (25 Wo.)        | 25     |

| ChartsJahrescharts (2004) | Platzierung |
| ------------------------- | ----------- |
| Deutschland (GfK)         | 39          |
| Österreich (Ö3)           | 49          |
| Schweiz (IFPI)            | 58          |

| ChartsJahrescharts (2005) | Platzierung |
| ------------------------- | ----------- |
| Deutschland (GfK)         | 35          |
| Österreich (Ö3)           | 54          |
| Schweiz (IFPI)            | 17          |

### Auszeichnungen für Musikverkäufe
| Land/Region        | Auszeichnungen für Musikverkäufe (Land/Region, Auszeichnung, Verkäufe) | Verkäufe |
| ------------------ | ---------------------------------------------------------------------- | -------- |
| Deutschland (BVMI) | Gold                                                                   | 150.000  |
| Schweiz (IFPI)     | Gold                                                                   | 20.000   |
| Insgesamt          | 2× Gold ·                                                              | 170.000  |